# ラパス (バハ・カリフォルニア・スル州)
ラ・パス（La Paz）は、メキシコのバハ・カリフォルニア・スル州の州都であり、中心的な商業地である。人口は約25万人（2020年）である。
ラパス基礎自治体の面積は20,275平方キロメートル（メキシコ国内第4位）と広大で人口は約30万人である。トドス・サントスなどの町が含まれる。

## 地理
市はバハ・カリフォルニア半島南部の東岸にあり、カリフォルニア湾のマングローブが生い茂る入り江のラ・パス湾に面する。付近には14種のサメのほか、オオアオサギ、アマサギ、アカクロサギ、ユキコサギ、サンショクサギ、ヒメアカクロサギ、ミノゴイ、ゴイサギ、シロトキ、ササゴイ、コオニクイナ、ウイルソンチドリ、アメリカコアジサシなどの鳥類およびカリフォルニアアシカ、アライグマ、コヨーテ、ハイイロギツネなどの哺乳類が生息している。一帯は2008年にラムサール条約登録地となった。

## 歴史

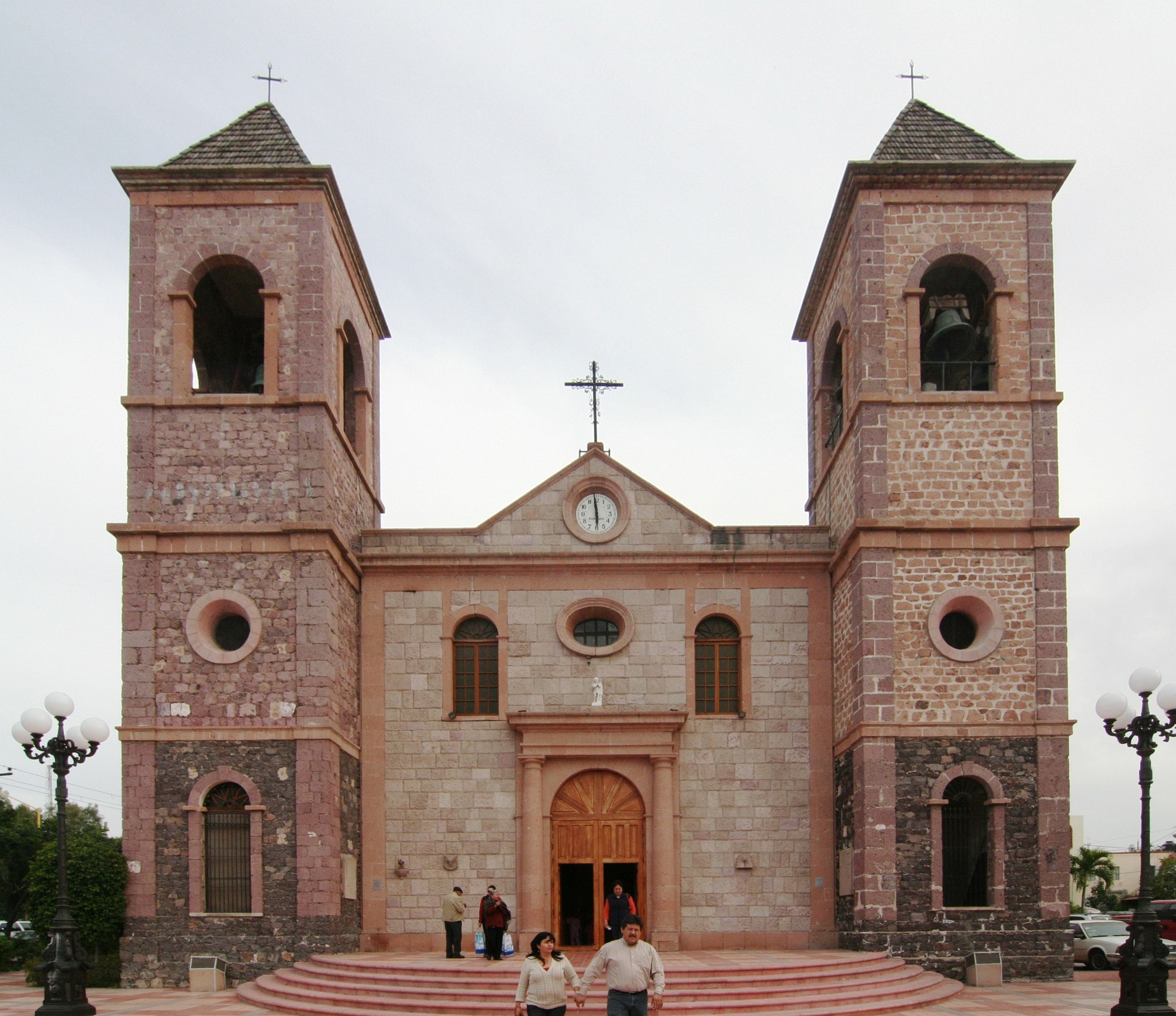
ラパス大聖堂

ラパスには少なくとも1万年前から新石器時代の狩猟採集民が居住しており、ラパス近辺およびバハ・カリフォルニア半島全体にわたって、彼らが生活した痕跡を岩絵の形で残している。1535年5月3日、ラパス近辺の湾に到達したエルナン・コルテスは、この土地を「サンタ・クルス」と名付けた。コルテスはここに植民しようと試みたが、計画に問題があったために数年後にその努力を放棄することになった。1596年に到達したセバスティアン・ビスカイノが、現代に続く「ラ・パス」（平和）という名前をつけた。ビスカイノも植民には失敗した。
イエズス会の宣教師は1720年に「柱の聖母の伝道所」(Misión de Nuestra Señora del Pilar de La Paz Airapí)を建設した。現在のラパス大聖堂(Catedral de Nuestra Señora de La Paz)は19世紀後半に建てられたものである。
1830年に州都のロレトが嵐によって大きな被害を受けたため、以降はロレトにかわってラパスがバハ・カリフォルニア州の州都になった。
1854年1月10日から同年5月8日までの間、ラパスはウィリアム・ウォーカーのソノラ共和国の首都として機能した。ウォーカーの計画はアメリカ合衆国の支援を欠き、またメキシコ政府がその地域を奪回するための圧力をかけたために崩壊した。
1974年にバハ・カリフォルニア・スル州がバハ・カリフォルニア州から分離した後は、バハ・カリフォルニア・スル州の州都になった。
1976年9月30日から10月1日にかけて、ハリケーンが州を直撃して洪水が発生。10月2日までにラパスだけでも750人の遺体が発見されている。

## 交通
- ラ・パス国際空港が市街地の南西に立地している。
- カリフォルニア湾を横断するフェリーがマサトランと連絡している。

## 姉妹都市
- レドンドビーチ （アメリカ合衆国 カリフォルニア州）